# Cantó de Locminé
El cantó de Locminé (bretó Kanton Logunec'h) és una divisió administrativa francesa situat al departament d'Ar Mor-Bihan a la regió de Bretanya.

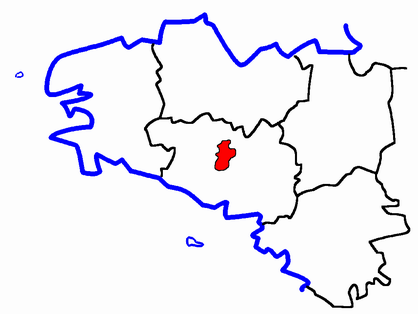
Situació del cantó

## Composició
El cantó aplega 8 comunes :
| Nom francès       | Nom bretó          | Població | km²    | Codi Postal | Codi INSEE |
| La Chapelle-Neuve | Ar Chapel-Nevezh   | 724      | 21,87  | 56500       | 56039      |
| Locminé           | Logunec'h          | 3.430    | 4,86   | 56500       | 56117      |
| Moréac            | Mourieg            | 2.893    | 60,30  | 56500       | 56140      |
| Moustoir-Ac       | Moustoer-Logunec'h | 1.476    | 33,92  | 56500       | 56141      |
| Moustoir-Remungol | Moustoer-Remengol  | 634      | 12,42  | 56500       | 56142      |
| Naizin            | Neizin             | 1.524    | 40,99  | 56500       | 56144      |
| Plumelin          | Pluverin           | 1.785    | 31,33  | 56500       | 56174      |
| Remungol          | Remengol           | 863      | 26,93  | 56500       | 56192      |
| Cantó             | Logunec'h          | 13.329   | 232,62 | -           | 5616       |

## Evolució demogràfica
| 1962   | 1968   | 1975   | 1982   | 1990   | 1999   |
| ------ | ------ | ------ | ------ | ------ | ------ |
| 13.924 | 13.279 | 13.273 | 13.310 | 13.188 | 13.329 |

## Història
| Data d'elecció                           | Identitat       | Partit | Qualitat |
| ---------------------------------------- | --------------- | ------ | -------- |
| 2004-                                    | Gérard Lorgeoux | UMP    |          |
| les dades anteriors no són pas conegudes |                 |        |          |
|                                          |                 |        |          |